# 监理会差会
监理会差会（American Southern Methodist Episcopal Mission）是美国南方监理会的海外传教机构，曾经向中国和日本传教。1844年，美国卫理公会南北分裂，成立监理会和美以美会。1939年两会再度合并。

## 中國华东
1848年，戴乐安（Charles Tayor）和秦右（Benjamin Jenkins）到达上海。以后监理会主要在苏南、浙北一带太湖流域吴语区传教。1939年和美以美会合并后，成为中华卫理公会的华东年议会。
- 传教站：上海（1848），苏州（1868），松江（1888），湖州（1901）；常州（1903），南京（金陵神学院）。

1919年，监理会差会在华传教士118人，在各省分布情况如下：
1. 江苏97人
2. 浙江湖州21人

其中苏州一地集中了传教士56人。
1919年监理会在华受餐信徒5671人，在各省分布情况如下：
1. 江苏7975人
2. 浙江2858人

1935年分为6个教区：
- 上海教区：下辖
  - 慕尔堂牧境：公共租界中区西藏路慕尔堂，法租界劳神父路（今合肥路）17～19号慕尔堂分堂。
  - 景林堂牧境：公共租界北区昆山路景林堂，1937年增设分堂，即后来衡山路9弄2号的景文堂（1953年与海涵堂合并为沪西礼拜堂）
  - 闸北牧境：大统路370号卫斯理堂，诸翟堂
  - 中西女中（内设海涵堂）：沪西越界筑路忆定盘路（今江苏路）
  - 妇孺医院
  - 吴淞牧境：淞兴路雅各堂
  - 南翔牧境
  - 嘉定牧境
  - 浏河牧境
  - 崇明牧境：西街12号崇道堂，庙镇堂
  - 海门牧境
  - 启东牧境
  - 久隆牧境，三阳堂
- 苏州教区：
  - 苏州东牧境：天赐庄圣约翰堂
  - 苏州中牧境：宫巷乐群社会堂，盘门堂
  - 苏州西牧境：养育巷慕家花园救世堂
  - 东吴大学
  - 景海女师
  - 博习医院
  - 英华女校
  - 振声中学
  - 常熟牧境：白茆堂
  - 太仓牧境
  - 横泾牧境
  - 沙溪牧境：浮桥堂，岳王市堂
  - 昆山牧境：北里巷堂，祁村堂，巴城堂，石牌堂
- 湖州教区
  - 海岛堂牧境：湖州海岛堂、衣裳街三一堂[需要消歧义]
  - 城中牧境
  - 城北牧境：南皋桥堂
  - 埭西牧境
  - 阜溪牧境
  - 长兴牧境
  - 泗安牧境
  - 和平牧境
  - 湖州东吴附中
  - 湖郡女中
  - 湖州福音医院
- 松江教区
  - 乐恩堂牧境：松江中山西路1071号乐恩堂
  - 天恩堂牧境：莘庄堂，
  - 甪钓湾牧境
  - 珠街阁牧境
  - 金山牧境
  - 章练塘牧境
  - 浦东牧境：驻鲁家汇，南汇堂，新场耶稣堂，下沙堂，三灶堂，南皋桥堂
  - 浦南牧境
  - 浦北牧境
  - 慕卫女校
- 南浔教区
  - 南浔牧境
  - 乌镇牧境
  - 盛泽牧境
  - 练市牧境
  - 双林牧境
  - 善琏牧境
  - 震泽牧境
  - 轧村牧境
  - 景星堂牧境
  - 凝溪牧境
  - 太湖牧境：西山堂
- 常州教区
  - 恺乐堂牧境：常州县学街恺乐堂
  - 常州牧境：北直街
  - 无锡南牧境：南门礼拜堂
  - 无锡北牧境：北门景德堂
  - 横山牧境：戚墅堰堂
  - 石庄牧境：魏村堂
  - 西桥牧境
  - 宜兴牧境：宋渎堂
  - 和桥牧境：漕桥堂
  - 湖父牧境
  - 张渚牧境
  - 常州武进医院

## 中國东北
1920年代华人牧师去东北哈尔滨开展。1920－1927 监理会向中国东北的白俄传教。成立哈尔滨卫斯理堂。

## 日本
1886年，监理会向日本传教，开始于関西、広島、四国、大分。1892年成立日本年议会。

## 著名人物
- 戴乐安（Charles Tayor）
- 秦右（Benjamin Jenkins）
- 蓝柏（Ｊ．Ｗ．Lambuth）
- 蓝华德（Ｗ．Ｒ．Lambuch）
- 潘慎文（Ａ·Ｐ·Parker）
- 曹子实
- 孙乐文（Ｄ．Ｌ．Anderson)博士   东吴大学首任校长（1901－1911）
- 韩明德（Ａ．Ｇ．Ｈearn  Thos. A. Hearn ）
- 金振声（ＡtkinsonＶirgiania Ｍ．）
- 林乐知（Ｙ．Ｊ．Ａllen）
- 江长川会督（江守道的父亲）
- 宋嘉树（宋庆龄、宋美龄的父亲）
- 惠会督（A. W. Wilson )
- 步惠廉（W. B. Burke)
- 葛赉恩（J. W. Cline)博士   东吴大学第二任校长（1911－1922）
- 文乃史（W. B. Nance)博士   东吴大学第三任校长（1922－1927）
- 柏乐文（W. H. Park)